# African Jesuit AIDS Network
African Jesuit AIDS Network (AJAN) est un réseau d'organisations de lutte contre le VIH/SIDA créé le 21 juin 2002 par des Jésuites d'Afrique et de Madagascar. Basée à Nairobi, l'association œuvre dans plusieurs pays. En 2017, le réseau s'étendait sur 20 pays. L'entité a à plusieurs reprises défendu le déficit de financement pour lutter contre le VIH / SIDA en Afrique. D'inspiration catholique l'association touche environ 25% des malades du sida dans le monde et peut atteindre les régions les plus reculées d'Afrique, selon les études du Saint-Siège.
Le père jésuite Michael Czerny a fondé et dirigé l'entité de 2002 à 2010. La raison de la création de l'organisation était "d'encourager les jésuites en Afrique et à Madagascar à trouver et développer des projets" s'engageant à lutter contre le SIDA. Ces entités peuvent être des groupes de personnes infectées par le virus et affectées par le virus, qui luttent contre la stigmatisation et la discrimination, qui promeuvent la responsabilité et la prévention, et qui sont sensibles à la culture, à la foi et à la spiritualité des personnes. Czerny fait valoir que limiter la lutte contre le sida à l'utilisation du préservatif ne suffit pas, et indique que c'est la même chose que de dire que les Africains sont "anxieux, égoïstes et incapables de se contrôler. 
À la fin des années 2010, Paterne Mombe, experte en SIDA en Afrique formée en biologie au Burkina Faso, dirigeait le réseau, qui a décidé de se lancer dans la lutte contre le SIDA après avoir aidé des malades du sida en Ouganda. "Il ne s'agit pas de leur dire d'utiliser le préservatif ou de ne pas le faire, mais de se forger une conscience critique afin qu'ils puissent faire un choix éclairé et choisir ce qu'ils pensent être le mieux pour eux", a-t-elle déclaré lors d'un entretien. 

## Note
1. ↑  Europa Press, « Sida.- El sida causará la muerte de 55 millones de africanos entre 2000 y 2020, según la Red de los Jesuitas Africanos », 28 juin 2007 (consulté le 19 janvier 2020)
2. ↑  (es) « La Iglesia, en primera línea contra el sida », 29 novembre 2013 (consulté le 19 janvier 2020)
3. 1 2  (es) Negro, « “La Iglesia ha jugado un papel muy importante frente al sida en África” », 9 janvier 2017 (consulté le 19 janvier 2020)
4. ↑  (es) « El desinterés mundial amenaza a la lucha contra el sida según jesuitas de África », 1er décembre 2010 (consulté le 19 janvier 2020)
5. ↑   Javier de la Torre Díaz, 9 October 2013, page 138
6. ↑  Robert Blair Kaiser, Inside the Jesuits: How Pope Francis Is Changing the Church and the World, Rowman & Littlefield Publishers, 23 mai 2014, 137–139 p. (ISBN 978-1-4422-2902-0, lire en ligne)
7. ↑  Javier de la Torre Díaz, 30 años de VIH-SIDA: Balance y nuevas perspectivas de prevención, Universidad Pontifica Comillas, 9 octobre 2013, 506– (ISBN 978-84-8468-477-0, lire en ligne)
8. ↑  Austen Ivereigh, Yago de la Cierva et Jack Valero, Cómo defender la fe sin levantar la voz: Más respuestas a las preguntas desafiantes de hoy, Palabra, 179– (ISBN 978-84-9061-838-7, lire en ligne)